# Verbascum maurum
Verbascum maurum är en flenörtsväxtart som beskrevs av René Charles Maire och Murb.. Verbascum maurum ingår i släktet kungsljus, och familjen flenörtsväxter. Inga underarter finns listade i Catalogue of Life.